# Atanas Dobrev
Atanas Dobrev (Tulcea, 18. siječnja 1865. – Šumen, 1947.) je bio bugarski general i vojni zapovjednik. Tijekom Prvog svjetskog rata zapovijedao je 7. preslavskom pješačkom pukovnijom i 1. brigadom 1. sofijske pješačke divizije.

## Vojna karijera
Atanas Dobrev je rođen 18. siječnja 1865. u Tulcei. U bugarsku vojsku stupa u rujnu 1885. godine. Vojnu školu u Sofiji završio je 1887. godine, a u travnju te iste godine promaknut je u čin potporučnika. U svibnju 1890. unaprijeđen je u čin poručnika, dok čin satnika dostiže u kolovozu 1895. godine. Godine 1900. zapovijeda satnijom u 19. šumenskoj pješačkoj pukovniji, dok je u siječnju 1906. promaknut u čin bojnika. Od 1909. zapovijeda satnijom u 7. preslavskoj pješačkoj pukovniji, nakon čega od 1911. zapovijeda satnijom u 4. plevenskoj pješačkoj pukovniji. U rujnu 1912. unaprijeđen je u čin potpukovnika. Sudjeluje u Balkanskim ratovima zapovijedajući bojnom u 7. preslavskoj pješačkoj pukovniji. U siječnju 1915. imenovan je zamjenikom zapovjednika 7. preslavske pješačke pukovnije, dok je u listopadu te iste godine promaknut u čin pukovnika.

## Prvi svjetski rat
Tijekom Prvog svjetskog rata od 1916. zapovijeda 7. preslavskom pješačkom pukovnijom s kojom sudjeluje u Bitci za Turtucaiau. Od 1918. zapovijeda 1. brigadom 1. sofijske pješačke divizije. Godine 1919. otpušten je iz vojske. U prosincu 1935. promaknut je u čin general bojnika.
Preminuo je 1947. u Šumenu. Bio je oženjen, te je imao troje djece.

## Vanjske poveznice
(bug.) Atanas Dobrev na stranici Electronic-library.org

(bug.) Atanas Dobrev na stranici Boinaslava.net